# Presnel Kimpembe
Presnel Kimpembe là một cầu thủ bóng đá chuyên nghiệp người Pháp hiện thi đấu cho câu lạc bộ Paris Saint-Germain tại Ligue 1 và đội tuyển quốc gia Pháp.

## Thống kê sự nghiệp

### Câu lạc bộ
Tính đến 19 tháng 4 năm 2025
| Câu lạc bộ            | Mùa giải            | Giải đấu            | Giải đấu | Giải đấu | Coupe de France | Coupe de France | Coupe de la Ligue | Coupe de la Ligue | Châu Âu | Châu Âu | Khác | Khác | Tổng cộng | Tổng cộng |
| Câu lạc bộ            | Mùa giải            | Hạng đấu            | Trận     | Bàn      | Trận            | Bàn             | Trận              | Bàn               | Trận    | Bàn     | Trận | Bàn  | Trận      | Bàn       |
| --------------------- | ------------------- | ------------------- | -------- | -------- | --------------- | --------------- | ----------------- | ----------------- | ------- | ------- | ---- | ---- | --------- | --------- |
| Paris Saint-Germain B | 2013–14             | CFA                 | 4        | 0        | —               | —               | —                 | —                 | —       | —       | —    | —    | 4         | 0         |
| Paris Saint-Germain B | 2014–15             | CFA                 | 23       | 0        | —               | —               | —                 | —                 | —       | —       | —    | —    | 23        | 0         |
| Paris Saint-Germain B | 2015–16             | CFA                 | 13       | 1        | —               | —               | —                 | —                 | —       | —       | —    | —    | 13        | 1         |
| Paris Saint-Germain B | 2016–17             | CFA                 | 1        | 0        | —               | —               | —                 | —                 | —       | —       | —    | —    | 1         | 0         |
| Paris Saint-Germain B | Tổng cộng           | Tổng cộng           | 41       | 1        | —               | —               | —                 | —                 | —       | —       | —    | —    | 41        | 1         |
| Paris Saint-Germain   | 2014–15             | Ligue 1             | 1        | 0        | 0               | 0               | 0                 | 0                 | 0       | 0       | 0    | 0    | 1         | 0         |
| Paris Saint-Germain   | 2015–16             | Ligue 1             | 6        | 0        | 2               | 0               | 1                 | 0                 | 0       | 0       | 0    | 0    | 9         | 0         |
| Paris Saint-Germain   | 2016–17             | Ligue 1             | 19       | 0        | 4               | 0               | 3                 | 0                 | 1       | 0       | 1    | 0    | 28        | 0         |
| Paris Saint-Germain   | 2017–18             | Ligue 1             | 27       | 0        | 4               | 0               | 3                 | 0                 | 3       | 0       | 0    | 0    | 37        | 0         |
| Paris Saint-Germain   | 2018–19             | Ligue 1             | 24       | 0        | 3               | 0               | 1                 | 0                 | 8       | 1       | 0    | 0    | 36        | 1         |
| Paris Saint-Germain   | 2019–20             | Ligue 1             | 16       | 0        | 0               | 0               | 2                 | 0                 | 10      | 0       | 0    | 0    | 28        | 0         |
| Paris Saint-Germain   | 2020–21             | Ligue 1             | 28       | 0        | 0               | 0               | —                 | —                 | 11      | 0       | 1    | 0    | 40        | 0         |
| Paris Saint-Germain   | 2021–22             | Ligue 1             | 30       | 1        | 3               | 1               | —                 | —                 | 7       | 0       | 1    | 0    | 41        | 2         |
| Paris Saint-Germain   | 2022–23             | Ligue 1             | 11       | 0        | 0               | 0               | —                 | —                 | 3       | 0       | 1    | 0    | 15        | 0         |
| Paris Saint-Germain   | 2023–24             | Ligue 1             | 0        | 0        | 0               | 0               | —                 | —                 | 0       | 0       | 0    | 0    | 0         | 0         |
| Paris Saint-Germain   | 2024–25             | Ligue 1             | 2        | 0        | 2               | 0               | —                 | —                 | 1       | 0       | 0    | 0    | 5         | 0         |
| Paris Saint-Germain   | Tổng cộng           | Tổng cộng           | 165      | 1        | 18              | 1               | 10                | 0                 | 44      | 1       | 4    | 0    | 241       | 3         |
| Tổng cộng sự nghiệp   | Tổng cộng sự nghiệp | Tổng cộng sự nghiệp | 206      | 2        | 18              | 1               | 10                | 0                 | 44      | 1       | 4    | 0    | 282       | 4         |

### Quốc tế
Tính đến 13 tháng 6 năm 2022
| Đội tuyển quốc gia | Năm       | Trận | Bàn |
| ------------------ | --------- | ---- | --- |
| Pháp               | 2018      | 7    | 0   |
| Pháp               | 2019      | 2    | 0   |
| Pháp               | 2020      | 4    | 0   |
| Pháp               | 2021      | 12   | 0   |
| Pháp               | 2022      | 3    | 0   |
| Tổng cộng          | Tổng cộng | 28   | 0   |

## Danh hiệu
Paris Saint-Germain
- Ligue 1: 2015–16, 2017–18, 2018–19, 2019–20, 2021–22, 2022–23, 2023–24, 2024–25
- Coupe de France: 2015–16, 2016–17, 2017–18[3], 2019–20, 2020–21, 2023–24, 2024–25
- Coupe de la Ligue: 2015–16, 2016–17, 2017–18, 2019–20
- Trophée des Champions: 2016, 2017, 2018, 2019, 2020, 2022, 2023
- UEFA Champions League: 2024–25

Pháp
- FIFA World Cup: 2018[4]
- UEFA Nations League: 2021